# René Kannaerts
René Kannaerts (* 25. März 1887 in Heverlee; † 11. Januar 1945 im KZ Groß-Rosen) war ein belgischer römisch-katholischer Geistlicher und Märtyrer.

## Leben
René Kannaerts, geboren in Löwen, wurde 1913 zum Priester geweiht. Dann war er bis 1932 Lehrer am Sint-Jan Berchmanscollege in Antwerpen, anschließend Pfarrer im Arbeiterviertel Floréal von Watermael-Boitsfort/Watermaal-Bosvoorde im Brüsseler Südosten (Pfarrei Notre-Dame du Perpétuel Secours).
Unter dem Vorwurf des Kommunismus (in Wahrheit des Widerstands gegen die nationalsozialistische Besetzung Belgiens) wurde er am 15. Oktober 1943 verhaftet, in Saint-Gilles/Sint-Gillis inhaftiert, in das KZ Esterwegen und das KZ Börgermoor deportiert, nach Groß Strelitz (Häftling Nr. 82.186) transportiert und schließlich im Dezember 1944 in das KZ Groß-Rosen verbracht, wo er am 11. Januar 1945 im Alter von 57 Jahren verstarb.

## Gedenken
Auf dem Spielplatz des Kollegs in Antwerpen, an dem er unterrichtete, erinnert eine Gedenktafel an ihn.